# Ray Collins, Nam tước Collins xứ Highbury
Ray Edward Harry Collins, Nam tước Collins xứ Highbury (sinh ngày 21 tháng 12 năm 1954) là một life peer người Anh và công đoàn thương mại là Tổng Bí thư Đảng Lao động giữa năm 2008 và 2011.

## Đời tư
Vào tháng 12 năm 2007, ông được Pink News bầu chọn là người LGBT có ảnh hưởng thứ 27 trên chính trường Anh.
Collins kết hôn với người bạn đời Rafael vào năm 2014.